# Cảng Ninh Phúc

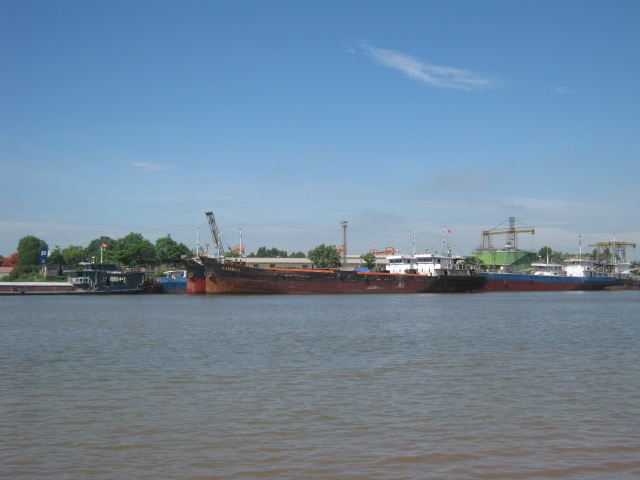
Cảng Ninh Phúc nhìn từ Nam Định

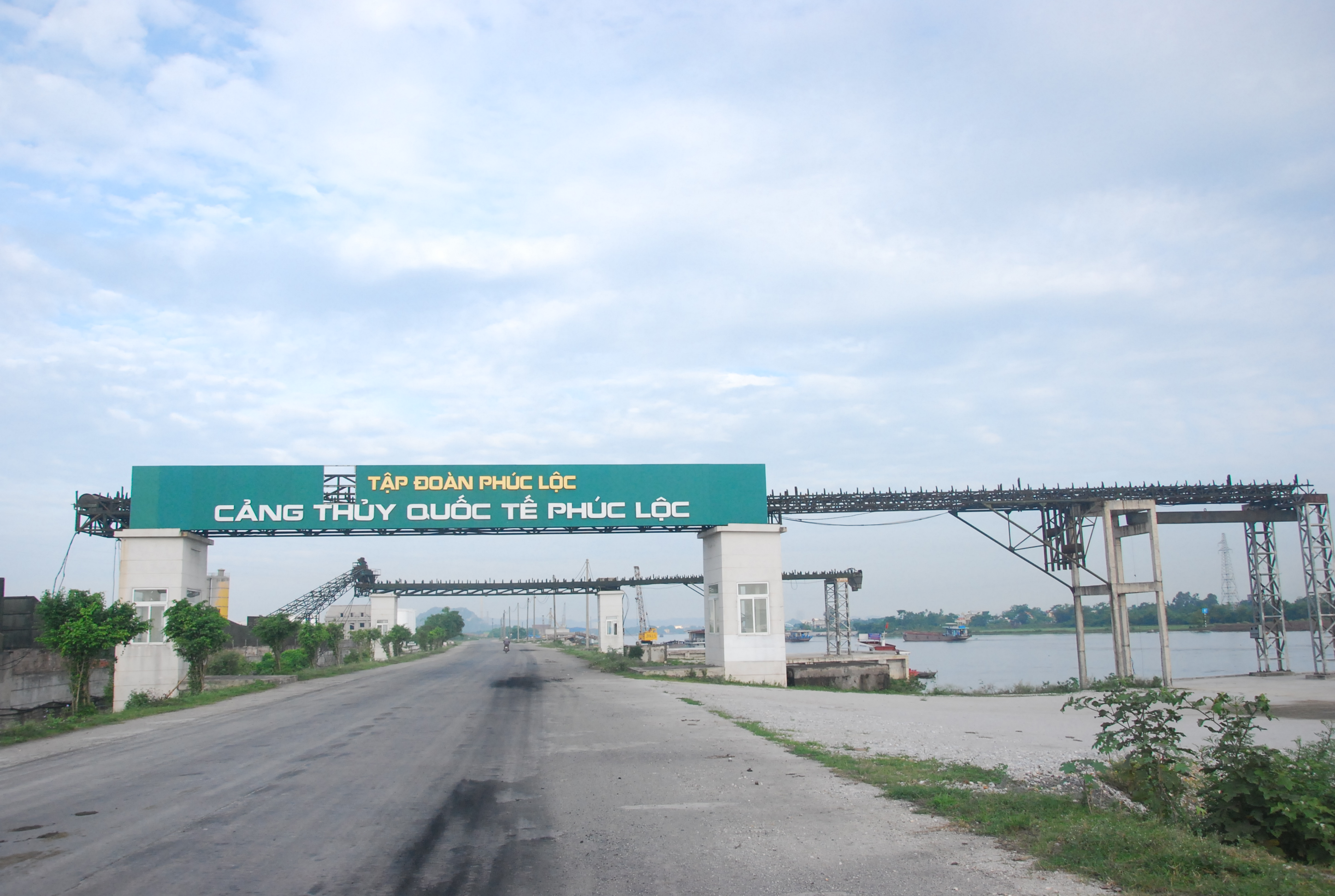
Cảng Phúc Lộc trong cụm cảng Ninh Phúc

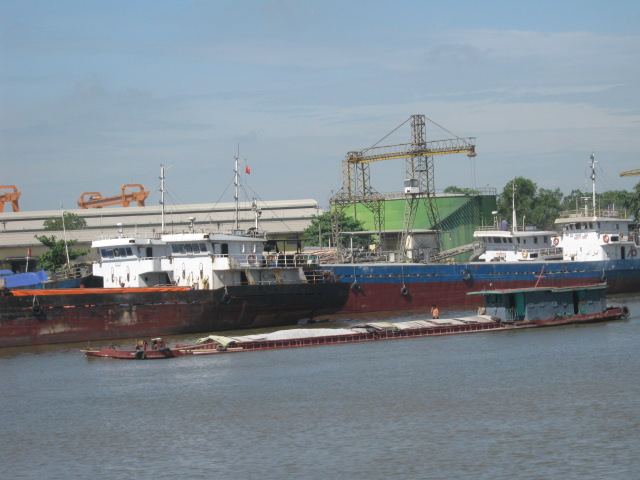
Tàu vào Cảng Ninh Phúc

Cảng Ninh Phúc là một trong những cửa khẩu quốc tế đường biển và là cảng đường thủy lớn nhất ở miền Bắc cho tàu biển cập bến. Đây cũng là cảng có kết nối trực tiếp với Ga Ninh Bình thuộc tuyến Đường sắt Bắc Nam. Cụm cảng Ninh Phúc gồm các cảng liền nhau là: Cảng Ninh Bình, cảng than, cảng Vissai, cảng Bích Đào, cảng Ninh Phúc, cảng Ninh Phúc 1, cảng Ninh Phúc 2, cảng xăng, cảng Phúc Lộc, cảng Khánh Phú, cảng Long Sơn. Các cảng chính đảm bảo nhận tàu cỡ 3000 DWT cập bến, công suất đạt 2,5 - 3,5 triệu tấn/năm; Tổng công suất cụm cảng Ninh Phúc mở rộng được xây dựng đạt công suất 8,5 triệu tấn/năm. Cảng nằm dọc bờ hữu sông Đáy thuộc các phường Vân Giang, Bích Đào, Ninh Phúc (thành phố Hoa Lư) và Khánh Phú, Khánh Hòa (Yên Khánh, Ninh Bình).
Cảng Ninh Phúc có chiều dài hơn 3 km, chiều dài 1 bến là 500m, diện tích bến là 12,5 ha. Cảng nằm ở điểm cuối của tuyến quốc lộ 35, là tuyến đường quốc lộ có tên gọi đường nối cảng Ninh Phúc. Cảng Ninh Phúc cũng nằm rất gần các Quốc lộ 1 và quốc lộ 10.
Cảng Ninh Phúc nằm ở Km 72, bờ phải sông Đáy, đảm bảo công tác vận tải đường thủy các tuyến giao thông đường thủy Cửa Đáy - Ninh Bình, Ninh Bình - Hà Nội, Ninh Bình - Nam Định - Hải Phòng - Quảng Ninh, Ninh Bình - Thanh Hóa.

## Lịch sử
Cảng Ninh Phúc được xây dựng từ cuối năm 1995. Ngày 27/6/2000 Cảng Ninh Phúc chính thức đưa vào khai thác. Năm 2015, cụm Cảng Ninh Phúc được Bộ Giao thông vận tải quyết định công bố được tiếp nhận phương tiện thủy nội địa, tàu biển Việt Nam và nước ngoài có trọng tải đến 3.000 tấn. Hiện nay, Cụm cảng Ninh Phúc - Ninh Bình là một trong những cảng đường sông lớn nhất ở Việt Nam. Hà Nội, Ninh Bình, Phú Thọ là 3 địa phương có năng lực vận tải đường thủy nội địa lớn nhất miền Bắc.

## Tiềm lực
Cảng Ninh Phúc nằm bên các tuyến giao thông đường thủy, đường bộ và đường sắt Bắc Nam quan trọng tại khu vực rộng lớn phía Nam của các tỉnh Bắc bộ và phía Bắc của các tỉnh miền Trung thông qua tuyến sông Đáy hoặc sông Ninh Cơ ra biển Đông đi các tỉnh kéo dài từ Quảng Ninh tới Đà Nẵng và thông thương với các nước trong khu vực và quốc tế.
Việc xuất hiện của hàng loạt các khu công nghiệp Khánh Phú, Phúc Sơn, Tam Điệp, Gián Khẩu với hàng loạt nhà máy lớn ra đời như: Nhà máy xi măng Tam Điệp; xi măng Vinakansai; xi măng Hướng Dương; xi măng Duyên Hà; xi măng Bỉm Sơn; xi măng Long Sơn; nhà máy cán thép liên doanh Tam Điệp (công suất 120 tấn/năm); nhà máy phân lân nung chảy (công suất hiện tại khoảng 120 tấn/năm), nhà máy đạm Ninh Bình...; các cơ sở sản xuất gạch, ngói, hàng thủ công mỹ nghệ, chế biến nông - lâm sản xuất khẩu... là nguồn hàng đáng kể thông qua cảng hàng năm.
Cùng với việc đầu tư xây dựng cảng Ninh Phúc, tuyến luồng giao thông đường thủy trên sông Đáy, đặc biệt là cửa Đáy thông với biển cũng được nạo vét, cải tạo nâng cao độ sâu, lắp đặt hệ thống phao tiêu, báo hiệu, đèn báo cửa biển phục vụ tàu thuyền qua lại vào cảng một cách thuận lợi và an toàn. Vì vậy, lưu lượng phương tiện vận tải đường biển ra, vào cảng làm hàng ngày càng tăng lên.

## Các tuyến đường thủy
Theo Quyết định Số: 1071/QĐ-BGTVT ngày 24 tháng 4 năm 2013 phê duyệt điều chỉnh Quy hoạch tổng thể phát triển giao thông vận tải Đường thủy nội địa Việt Nam đến năm 2020, định hướng đến năm 2030 và Quyết định Số: 4360/QĐ-BGTVT Phê duyệt điều chỉnh, bổ sung một số nội dung chi tiết thuộc Quy hoạch tổng thể phát triển giao thông vận tải đường thủy nội địa Việt Nam đến năm 2020, định hướng đến năm 2030 của Bộ GTVT Việt Nam thì cảng đầu mối Ninh Phúc kết nối với các tuyến đường thủy sau:

### Quảng Ninh - Ninh Bình
Tuyến Quảng Ninh - Ninh Bình (qua sông Đào Hải Phòng, sông Luộc, từ cửa Lục đến cảng Ninh Phúc dài 264 km) được quy hoạch cấp II (riêng đoạn từ cửa Văn Úc đến cầu Khuể là cấp đặc biệt). Tĩnh không cầu quy hoạch các đoạn tuyến như sau:
- Sông Đào Hạ Lý (Hải Phòng) dài 3 km: Đoạn từ ngã ba Xi Măng (sông Cấm) đến ngã ba sông Rế, các cầu khi xây dựng mới tĩnh không tối thiểu đạt 4,75 m; đoạn từ ngã ba sông Rế đến ngã ba Niệm các cầu khi xây dựng mới tĩnh không tối thiểu đạt 7 m;
- Sông Lạch Tray, sông Văn Úc, sông Kênh Khê, sông Luộc: Các cầu khi xây dựng mới tĩnh không tối thiểu đạt 7 m;
- Đoạn sông Đào Nam Định từ ngã ba sông Đáy đến cảng Nam Định phục vụ tàu pha sông biển đến 1.000 T giữ nguyên quy hoạch cấp II; đoạn hạ lưu từ ngã ba sông Đáy đến cầu Đò Quan không cầu xây mới đạt 9 m, đoạn thượng lưu từ ngã ba sông Hồng đến cầu Đò Quan tĩnh không cầu xây mới đạt 7 m;
- Tuyến sông Đáy đoạn từ ngã ba sông Đào Nam định đến Ninh Bình, phục vụ tàu pha sông biển đến 3.000 T (giảm tải) cập cảng Ninh Phúc, điều chỉnh quy hoạch từ cấp I lên cấp đặc biệt.

### Cửa Đáy - Ninh Bình
Tuyến cửa Đáy - Ninh Bình (từ cửa Đáy đến cảng Ninh Phúc) dài 72 km: Phục vụ tàu pha sông biển đến 3.000T (giảm tải) cập cảng Ninh Phúc, là tuyến đường thủy quốc gia cấp đặc biệt.

### Quảng Ninh - Ninh Bình
Tuyến Quảng Ninh - Ninh Bình (qua cửa Lạch Giang, kênh nối Đáy - Ninh Cơ) từ cửa Lục đến cảng Ninh Phúc dài 178,5 km: phục vụ tàu 3.000 T (giảm tải) cập cảng Ninh Phúc, là tuyến đường thủy quốc gia được giữ nguyên quy hoạch cấp đặc biệt.

### Hà Nội - Ninh Bình
Tuyến Hà Nội - Ninh Bình (qua sông Hồng - Sông Đào - Sông Đáy) từ cửa Lục đến cảng Ninh Phúc dài 200 km: phục vụ tàu 3.000 T (giảm tải) cập cảng Ninh Phúc, là tuyến đường thủy quốc gia được giữ nguyên quy hoạch cấp đặc biệt.

### Ninh Bình - Thanh Hóa
Tuyến Ninh Bình - Thanh Hóa từ cảng Ninh Phúc đến cảng Lễ Môn dài 129 km:
- Đoạn sông Đáy từ cửa Đáy đến Ninh Bình dài 72 km, phục vụ tàu pha sông biển đến 3.000 T (giảm tải) cập cảng Ninh Phúc, là tuyến đường thủy được xây dựng từ cấp I lên cấp đặc biệt;
- Đoạn sông Lèn từ bến Đò Lèn ra cửa Lạch Sung: Điều chỉnh đạt cấp I;
- Đoạn sông Vạc, sông Lèn (từ bến đò Lèn đến ngã ba Bông), sông Mã (từ ngã ba Bông đến cảng Lệ Môn): Giữ nguyên quy hoạch cấp III;
- Các đoạn tuyến còn lại (kênh Yên Mô, kênh Nga Sơn) quy hoạch cấp IV, các cầu xây mới tĩnh không thông thuyền tối thiểu đạt 5,0 m.

## Cụm cảng Ninh Bình
Cụm cảng Ninh Bình gồm 5 cảng liên tiếp trên bờ phải sông Đáy là cảng Ninh Bình, cảng Vissai, cảng Ninh Phúc, cảng Phúc Lộc, cảng đạm Ninh Bình và cảng Long Sơn; 2 cảng chuyên dùng là cảng than, cảng xăng dầu và cảng cạn ICD Phúc Lộc. Tất cả các cảng này đều nằm trong danh sách cảng tiếp nhận tàu biển Việt Nam và phương tiện thủy nước ngoài. Ngoài ra cụm cảng Ninh Bình còn có các cảng khác như cảng Nam Phương, cảng Khánh An,...
- Cảng Ninh Bình nằm ở Km 73, bờ phải sông Đáy, cạnh cầu Non Nước có công suất đạt 1,6 triệu tấn/năm, đảm bảo cho tàu biển trên 1.000 DWT ra vào thuận lợi;
- Cảng Vissai nằm ở Km 72+676 – km 72+976, bờ phải sông Đáy, cách cảng Ninh Bình 1.5 km về phía Hạ lưu Sông Đáy có công suất đạt 1,6 triệu tấn/năm, đảm bảo cho tàu biển trên 1.600 DWT ra vào thuận lợi;
- Cảng Quang Trung ở Km 72+676 – km 72+976, bờ phải sông Đáy, nằm ở hạ lưu Cảng Vissai. Cảng phục vụ bốc dỡ các cấu kiện thép của Công ty Quang Trung.
- Cảng cạn ICD Phúc Lộc nằm ở Km 71+250 – km 71+770; km 71+830- km 72+760, bờ phải sông Đáy; là cảng cấp III, cho phép tàu biển đạt công suất < 3000 DWT cập cảng. đây là cảng cạn đầu tiên ở Việt Nam được công bố bởi Bộ GTVT, vị trí cảng tại Lô C1, C1’, C1”, C2, C3 Khu công nghiệp Khánh Phú, tỉnh Ninh Bình. Chủ cảng là Tập đoàn Phúc Lộc. Mục tiêu của cảng nhằm khai thác, kinh doanh dịch vụ và thực hiện thủ tục hải quan và xuất nhập khẩu hàng hóa tại cảng cạn theo quy định
- Cảng đạm Ninh Bình (Cảng Tiến Hưng cũ) Km 69+990 – km 70+340, bờ Phải sông Đáy, cho phép tàu biển đạt công suất < 1000 DWT cập cảng.
- Cảng Long Sơn Km 65+500, bờ Phải sông Đáy.
- Cảng than của nhà máy Nhiệt điện Ninh Bình và cảng xăng dầu.